# Sparganium probatovae
Sparganium probatovae är en kaveldunsväxtart som beskrevs av Nikolai Nikolaievich Tzvelev. Sparganium probatovae ingår i släktet igelknoppar, och familjen kaveldunsväxter. Inga underarter finns listade i Catalogue of Life.